# Xian de Fogang

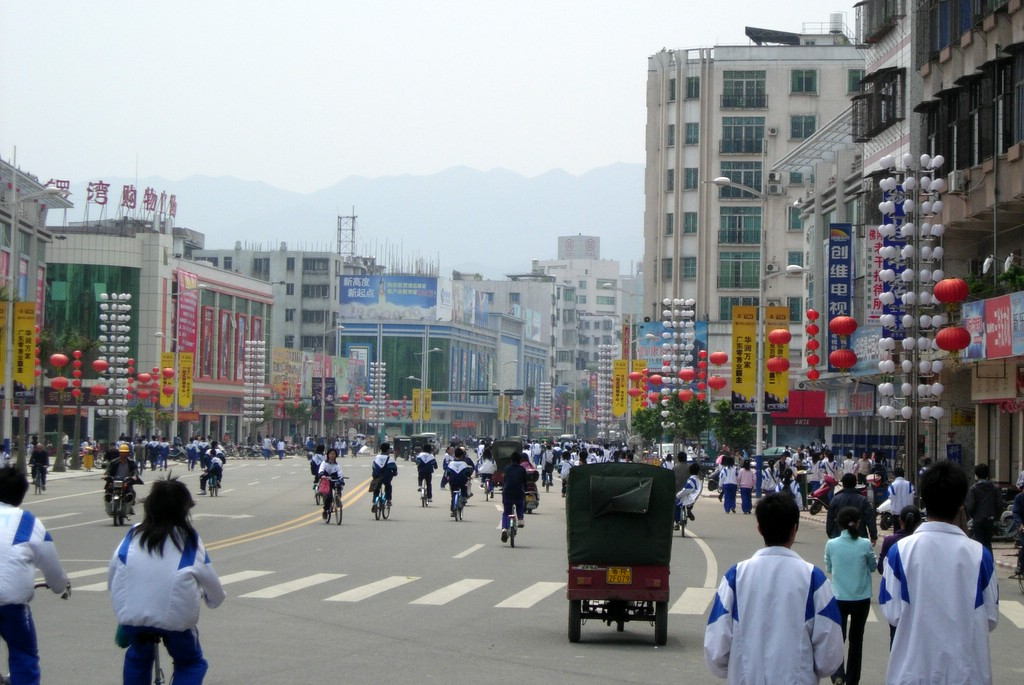
Une vue de la ville de Fogang

Le xian de Fogang (佛冈县 ; pinyin : Fógāng Xiàn) est un district administratif de la province chinoise du Guangdong. Il est placé sous la juridiction de la ville-préfecture de Qingyuan.

## Démographie
La population du district était de 297 872 habitants en 1999.